# Pavel Sergejevič Aleksandrov
Pavel Sergejevič Aleksandrov (rusko Па́вел Серге́евич Алекса́ндров), ruski matematik, * 7. maj 1896, Bogorodsk, Ruski imperij (sedaj Noginsk, Rusija), † 16. november 1982, Moskva, Sovjetska zveza (sedaj Rusija).
Aleksandrov je bil učenec Jegorova. Napisal je približno 300 člankov in pomembno prispeval k teoriji množic in topologiji. Leta 1953 je postal član Sovjetske akademije znanosti.
Njegovi učenci so bili Kuroš, Pontrjagin in Tihonov